# Caspar Hindrich Gerdes
Caspar Hindrich Gerdes, född okänt år, död 28 juni 1712 i Stockholm, var en balttysk major och stallmästare.

## Biografi
| Änkedrottning Sofia Amalia av Braunschweig-Lüneburg och riksrådet Johan Göransson Gyllenstierna, två av Gerdes tidiga arbetsgivare. |  | Änkedrottning Sofia Amalia av Braunschweig-Lüneburg och riksrådet Johan Göransson Gyllenstierna, två av Gerdes tidiga arbetsgivare. |
| Änkedrottning Sofia Amalia av Braunschweig-Lüneburg och riksrådet Johan Göransson Gyllenstierna, två av Gerdes tidiga arbetsgivare. |  | |

Gerdes, som utbildats vid olika europeiska ridakademier, hade inledningsvis tjänst hos danska änkedrottningens stallstat. År 1680 blev han emellertid stallmästare åt Johan Göransson Gyllenstierna, och medföljde den svenska ambassad som hämtade drottning Ulrika Eleonora d.ä. till Sverige, för vilket syfte han höll ett stall med 100 hästar i Köpenhamn.
I Sverige fick Gerdes år 1679, genom Gyllenstiernas försorg, ett tolvårigt arrendekontrakt på Dalby och Flyinge kungsgårdar för att bedriva hästavel för militära ändamål. Hans planer för aveln var storskaliga; han planerade att hålla totalt hundra ston, och grep sig an verksamheten med stor entusiasm. Oturligt nog gick det inte som planerat; Gerdes hade svårt att betala sitt arrende, och situationen försvårades av att han var tvungen att restaurera kungsgårdarna för egna medel. Hans kontrakt omförhandlades år 1683, då arrendet sänktes och även besättningen minskades till 30 ston. Hans tid på Flyinge och i Dalby kom dock endast att vara i sex år, varefter han tog avsked. Parallellt med sin verksamhet i Flyinge och Dalby var han även inspektor över stuterierna i Skåne och Halland.

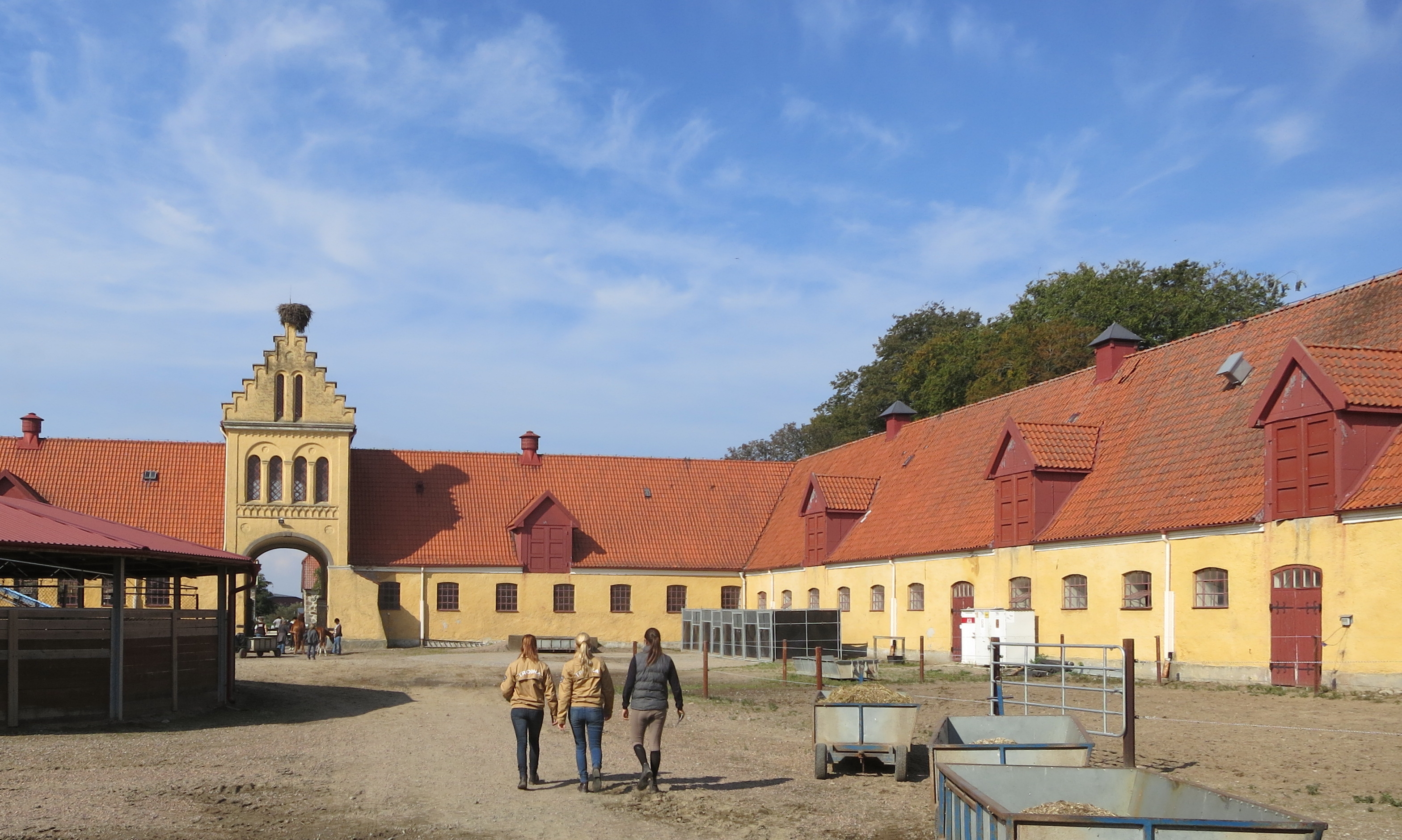
Flyinge kungsgård, som Gerdes arrenderade 1679–1686.

Samtidigt som han bedrev hästavel blev Gerdes år 1682 utsedd till Lunds universitets förste stallmästare, med uppdraget att undervisa studenterna där i ridning. Hans bana som lundensisk stallmästare blev dock kort; han tog avsked redan 1688 varpå Lunds universitets ridskola lades ner. Gerdes var sålunda Lunds universitets förste och siste stallmästare. Från Lund flyttade Gerdes istället till Uppsala universitet där han blev utnämnd till stallmästare 1691. I Uppsala hade den akademiska ridundervisningen legat nere sedan Gerdes företrädare Henrik Scherers död år 1685, men återupplivades sålunda av Karl XI genom Gerdes anställande.

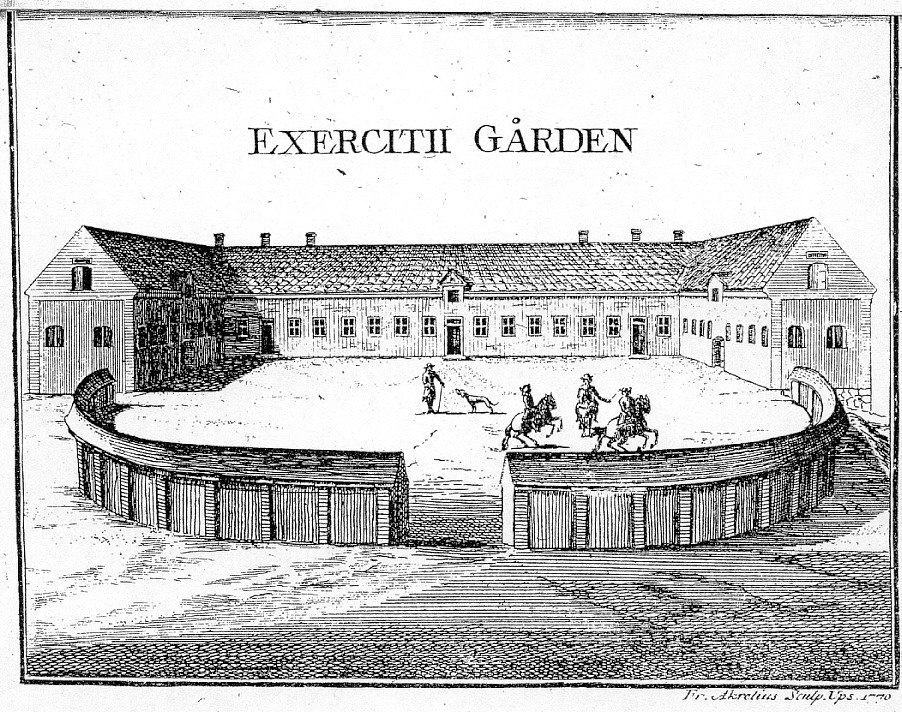
Exercitiegården i Uppsala, Gerdes arbetsplats 1691–1702.

I och med Gerdes anställning flyttade alla övriga exercitiemästare utom fäktmästaren ut från exercitiegården för att bereda plats och den akademiska ridskolan, men här slutade också Gerdes framgångar i Uppsala. Precis som i Dalby och i Flyinge gick verksamheten trögt och Gerdes levde - trots ett utlovat bidrag från konungen - under knappa omständigheter; år 1700 klagade han på att ridhuset inte gick att använda på vintern på grund av snö, is och regn, och till råga på allt fick stallmästaren lägga ut 40–50 riksdaler per år för reparationer på sin bostad. Gerdes mest betydande bidrag till ridskolan i Uppsala är en Stallordnung från 31 juli 1697, idag förvarad på Carolina rediviva, i vilken han redogör för verksamheten i Uppsala akademistall; skriften var troligtvis författad som ett försök att erhålla patronage från Karl XI. Förutom ridskolan hade Gerdes även problem på det personliga planet; hans son Sigmondt Gerdes hade på midsommardagen 1694 dragit omkring i Uppsala och skjutit "med löst krut och även med kulor, det sistnämnda mot en stuguvägg, innanför vilken låg en sjuk person som blivit svåra [sic!] förskräckt", och därför dragits inför rätta. Som om sonens beteende inte varit nog skall Gerdes senare under 1690-talet behövt ta ut stämning mot sin hustru, som lämnat honom.
Gerdes tid vid Uppsala universitet upphörde år 1701 eller 1702, då ridskolan lades ner på grund av det stora nordiska kriget. Istället flyttade Gerdes till Stockholm där han utnämndes till hovstallmästare. Han dog där den 28 juni 1712.

## Familj
Enligt Gerdes bouppteckning var han gift med Brita Behm och hade med henne dottern Anna Maria Gerdes och sönerna Christian Friedrich och Johan Sigismund (den senare förmodligen identisk med den ovannämnde "Sigmondt").
En annan potentiell son till Gerdes nämns också i Ingvar Fredricsons bok om Flyinge kungsgård, enligt vilken den Eilert Gerdes som efterträdde honom som arrendator på Flyinge skall ha varit son till Caspar Hindrich. Eilert Gerdes adlades Ehrenreuter, men blev aldrig introducerad på riddarhuset. Den ointroducerade ätten Ehrenreuter utslocknade med Eilerts son Matias år 1751.